# Saint-Laurent-la-Vallée
Saint-Laurent-la-Vallée is een gemeente in het Franse departement Dordogne (regio Nouvelle-Aquitaine) en telt 270 inwoners (1999). De plaats maakt deel uit van het arrondissement Sarlat-la-Canéda.

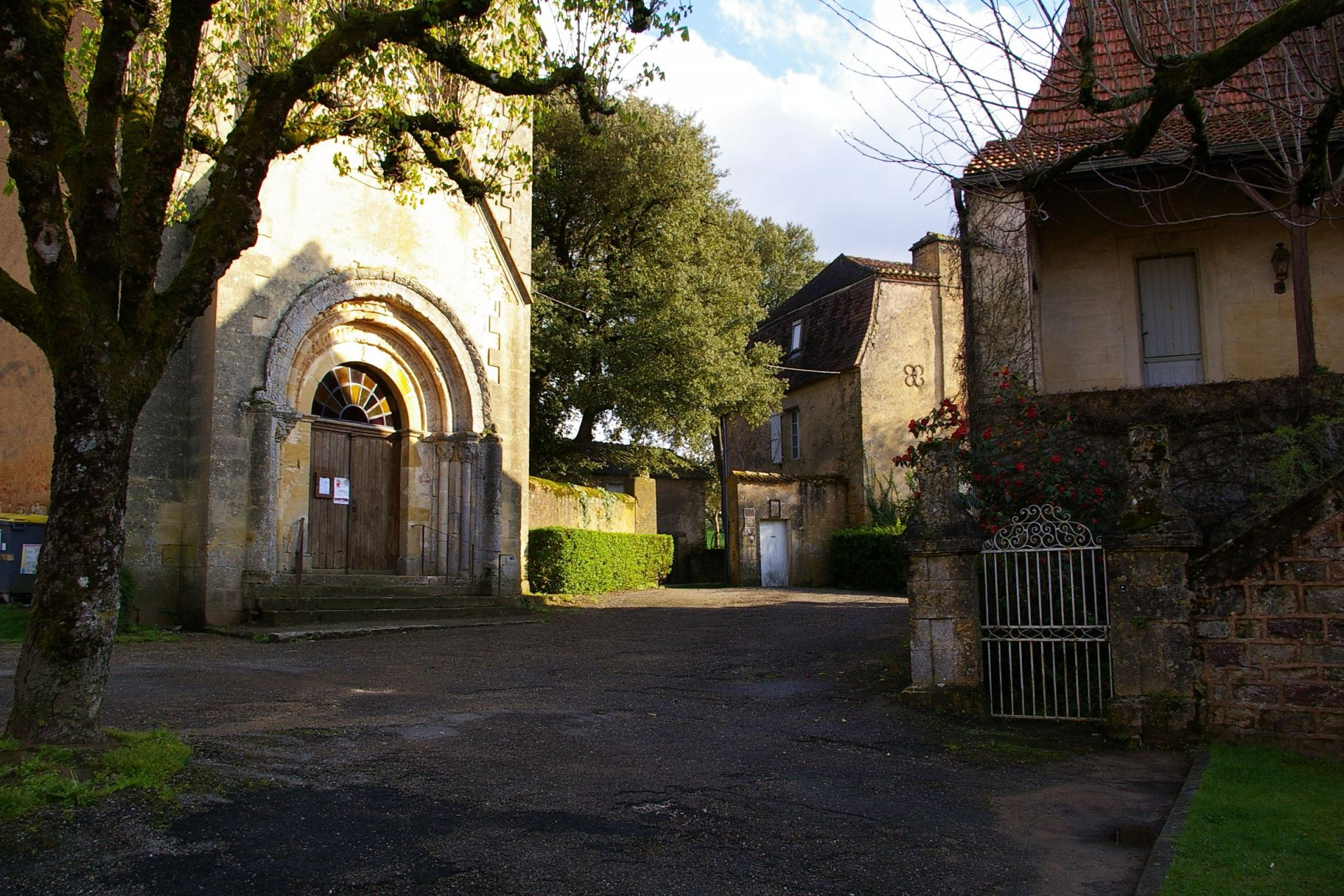
Saint-Laurent-la-Vallée
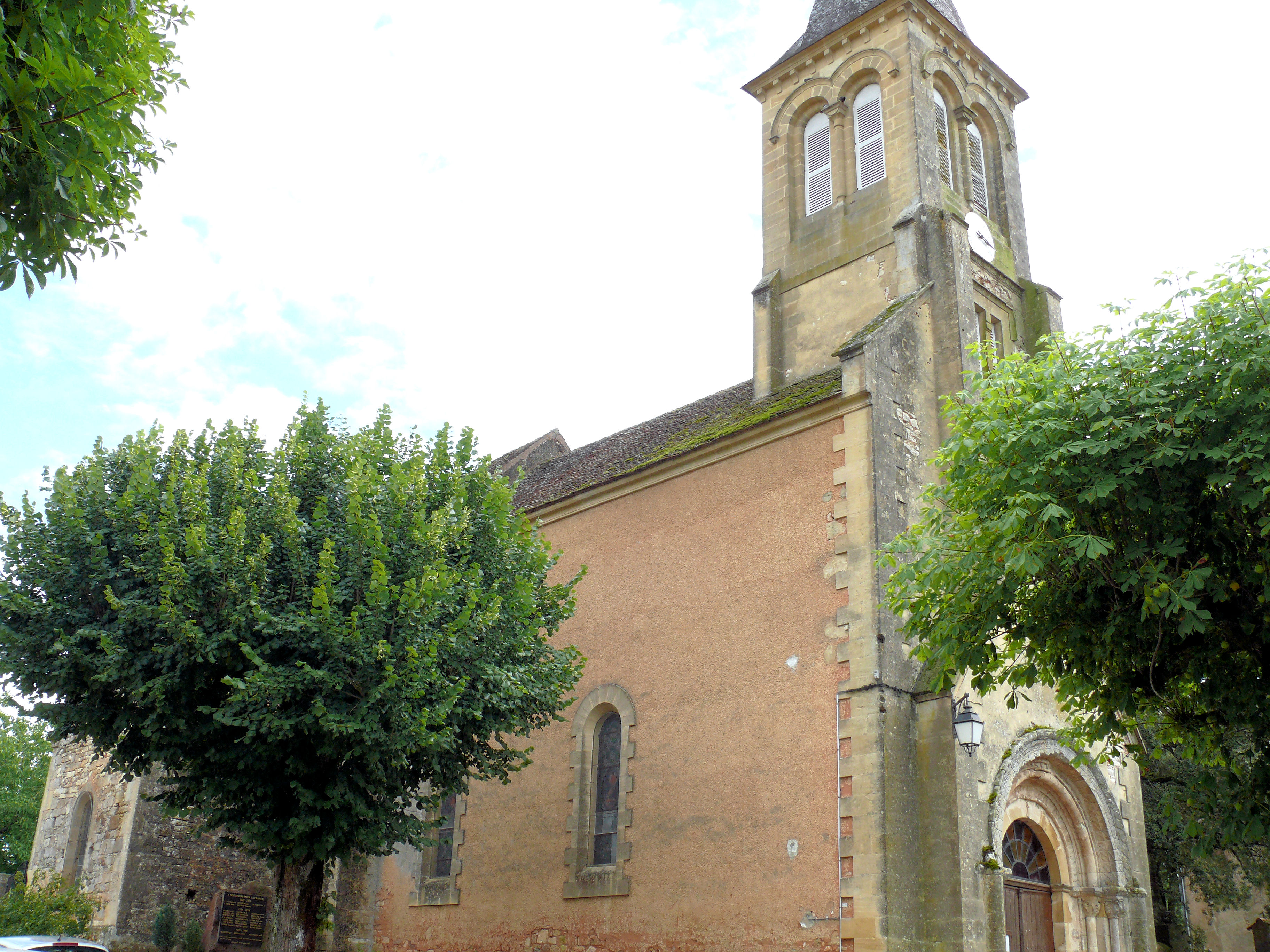
Kerk van Saint-Laurent-la-Vallée
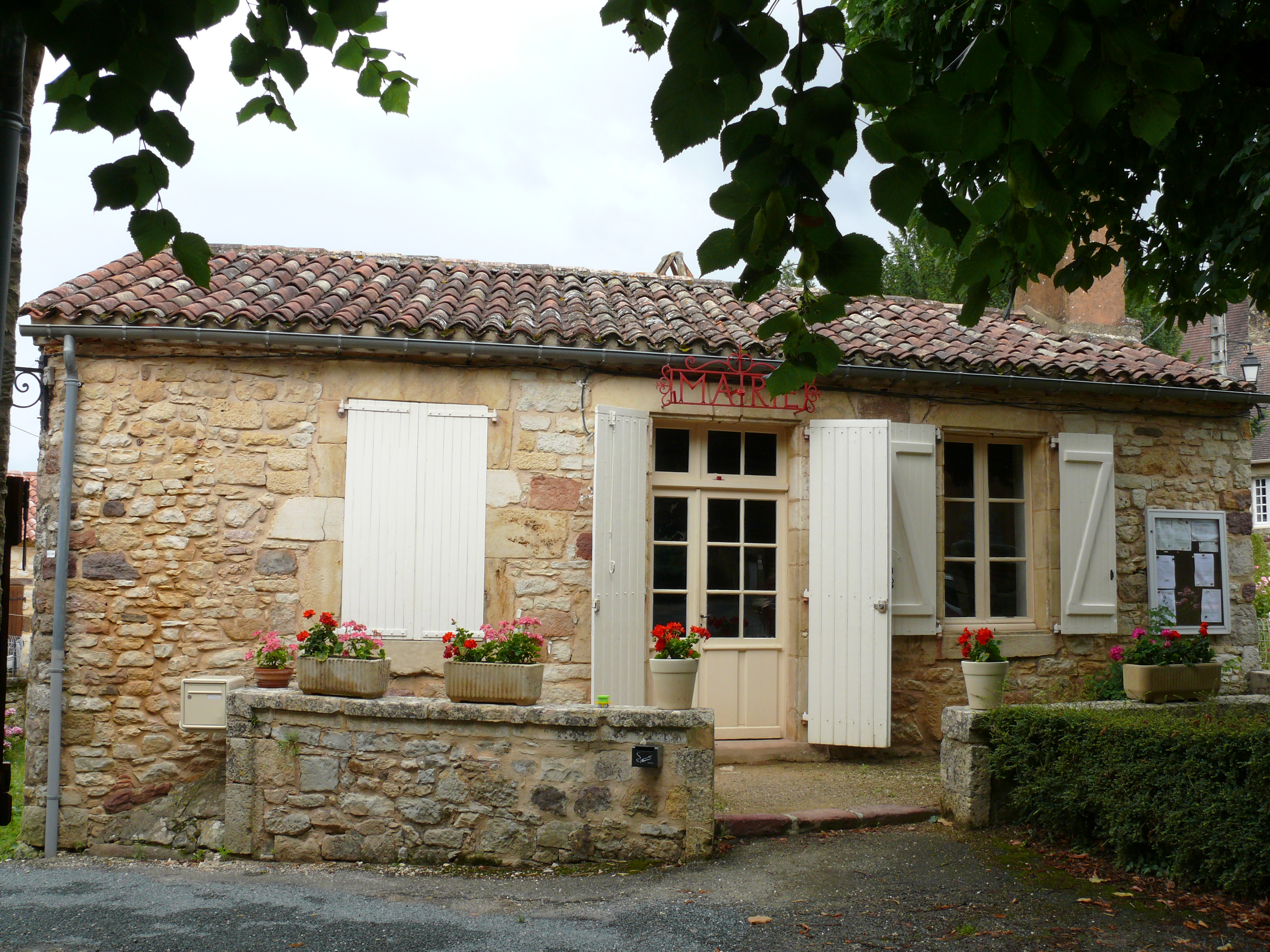
Gemeentehuis

## Geografie
De oppervlakte van Saint-Laurent-la-Vallée bedraagt 15,2 km², de bevolkingsdichtheid is 17,8 inwoners per km².
De onderstaande kaart toont de ligging van Saint-Laurent-la-Vallée met de belangrijkste infrastructuur en aangrenzende gemeenten.

## Demografie
Onderstaande figuur toont het verloop van het inwonertal (bron: INSEE-tellingen).